# ブルー・スクリーム (バンド)
The Blue Scream（ブルー・スクリーム）は、1980年代に隆盛した、LAメタルムーブメントの中盤にデビューしたグラムメタルバンドという設定のメタルバンド。
1980年代のハードロック/ヘヴィメタルの中でもグラムメタルシーンを強く意識しており、現代を1980年代として活動している。

## 来歴
2011年、Gotyは16歳から知り合いで同い年のYO-SUKEと宮城県でライブ活動を行っていた。2016年になると、既に東京でライブ活動をしていた草野弘明と上京したGotyとYO-SUKEが出会い意気投合する。
その後、草野が長年のバンドメイトである植木光夫を連れてきて、ライブ活動に参加した。そして、デビュー時のメンバーが揃った。2019年、草野(Ds)の脱退に伴いMORISOが加入。2022年、植木光夫(Ba)脱退に伴いWassyが加入。

## メンバー
|         | パート |
| ------- | --- |
| Goty    | ボーカル 宮城県出身 バンドの作詞作曲を手掛ける。ハイトーンに定評がある。                                                                                         |
| YO-SUKE | ギター・コーラス テキサス州出身 バンドのリーダーであり、バンドの作曲を手掛ける。ライブでは一部の楽曲でコーラスを担当。レコーディングでも稀にコーラスを担当する。 |
| Wassy   | |
| MORISO  | ドラムス・コーラス 岡山県出身 ２代目ドラマー。バラードでも全力で演奏するパワースタイルである。                                                                   |

## ディスコグラフィー

### アルバム
- All Night Burning   (2018年)
- Blue Dream    (2020年)

### シングル
- Desert Evil/Like The Far Away（2017年）

- Party Naughty Naughty/Born in the L.A(2018年)